# Conflito entre facções criminosas brasileiras entre 2016 e 2020
O conflito entre facções criminosas brasileiras de 2016–2020 foram uma série de confrontos entre organizações criminosas do país divididas em dois lados em fins da década de 2010. Os confrontos têm sido encabeçados por Primeiro Comando da Capital (PCC) e Comando Vermelho (CV), em lados opostos e apoiados por aliados, com episódios dentro de presídios e periferias de cidades brasileiras. Seu surgimento está ligado aos métodos do PCC para conquistar novos territórios para o narcotráfico, que envolvem a cobrança de seguros e centralização econômica e cuja organização rígida pseudoestatal encontra forte resistência de organizações criminais regionais, com organização predominantemente descentralizada.
O confronto tem tomado a forma de rebeliões prisionais culminadas em massacres. No fim de 2016, ocorreu a primeira rebelião em Roraima com detentos mortos. Em 1.° de janeiro de 2017, 56 presos foram mortos após um tumulto ocorrido no Complexo Penitenciário Anísio Jobim (Compaj) em Manaus, no Amazonas, na região Norte do país. Integrantes de duas quadrilhas rivais de tráfico de drogas, o Primeiro Comando da Capital (PCC) e a Família do Norte (FDN) — aliada do Comando Vermelho (CV) — entraram em confronto naquele que foi considerado o massacre mais violento da história do sistema prisional brasileiro desde a chacina do Carandiru (1992). Cinco dias depois, 33 presos foram mortos na Penitenciária Agrícola de Monte Cristo, localizada na zona rural de Boa Vista, em Roraima, também na região Norte. Segundo a Folha de S.Paulo, a chacina em Roraima foi uma resposta do PCC à rebelião comandada pela FDN no Amazonas.
As mortes nessas rebeliões prisionais somente na primeira quinzena do ano de 2017 somaram 133. Comparativamente, o Massacre do Carandiru ocorrido em presídio de São Paulo em 1992 resultou em 111 pessoas mortas. Além disso, a edição lançada em 2019 do Atlas da Violência registrou 65 602 assassinatos (31,6 homicídios a cada cem mil habitantes) no ano de 2017, tendo sido os maiores resultados na série até então.
Essa série de conflitos repercutiram em 2019. Esse acirramento resultou em rebeliões no Amazonas (maio de 2019) e no Pará (julho de 2019). No primeiro, os motins levaram a 55 pessoas detentas mortas, por causa de disputas internas na FDN, que passou a ser rival do CV e do PCC. No segundo, pelo menos, 67 pessoas detentas mortas após rebelião do Centro de Recuperação Regional de Altamira em massacre executado pela facção Comando Classe A, então aliada recente do PCC, contra o CV.
Os últimos conflitos foram registrados no inicio de 2020, com conflitos extremamente violentos entre o que restou da FDN e o CV, em Manaus, no bairro da Compensa.

## Antecedentes
O Brasil possui a quarta maior população carcerária do mundo, atrás apenas dos Estados Unidos, da China e da Rússia. Segundo as estimativas oficiais, há mais de 620 mil detentos no país. No entanto, há 1,67 presos por vaga, sendo que o país deveria aumentar sua capacidade em pelo menos 50% para acomodar adequadamente os detentos. O próprio Compaj deveria abrigar 454 presos, mas abriga 1 224. Nesse cenário de superlotação e condições precárias, as penitenciárias brasileiras tornaram-se alvo fácil para a ação de grupos criminosos que dizem defender os interesses dos presos, tais como o Primeiro Comando da Capital (PCC), baseado em São Paulo e o Comando Vermelho (CV), baseado no Rio de Janeiro. Estas entidades paraestatais são financiadas através do tráfico de drogas, de sequestros e de assaltos e usam seus fundos para exercer influência sobre agentes públicos com o intuito de dominar o sistema prisional.
A produção de cocaína na Colômbia diminuiu enquanto houve crescimento no Peru e na Bolívia durante o início da década de 2000. Da mesma forma, ficou mais relevante a rota que usa o Brasil como entreposto para o narcotráfico com destino à Europa e à África. Essa rota no Brasil inicia no Acre (que está na fronteira com ambos os países), segue o Rio Solimões e, na região Nordeste, costuma terminar no Ceará ou no Rio Grande do Norte antes de partir para a Europa.
Conflitos entre PCC e rivais regionais remontam pelo menos ao início da década de 2010. O PCC, desde então, tem cooptado membros de tais grupos com propostas atrativas que envolvem empréstimo de armas e dinheiro, seguro de vida, assistência médica e auxílio a familiares. Estes grupos, menos numerosos, encontraram no CV um aliado de volume considerável que os permitiu desafiar o poder da organização paulista. Membros do CV em Mato Grosso começaram a impedir novas filiações ao PCC em 2013, o que foi repetido posteriormente em outros locais.
Um relatório feito pelo Grupo de Atuação Especial no Combate ao Crime Organizado do Ministério Público de São Paulo em março de 2014 revelou que o PCC era praticamente onipresente nos presídios paulistas e que a organização possuía planos de expandir-se para demais estados. Segundo um promotor ouvido pela revista CartaCapital á época, o PCC se tornaria hegemônico em todo o país, caso não houvesse uma revolução no sistema penitenciário nacional. Ainda segundo este promotor, a primeira ação do PCC, após consolidar-se num novo estado, era promover revoltas em presídios da região. Um relatório anterior, feito pela Secretaria Nacional de Segurança Pública (Senasp) do Ministério da Justiça em 2012 apontava a expansão do grupo pelo território nacional.
No início de 2016, Jorge Rafaat Toumani, narcotraficante que controlava a rota do tráfico na fronteira entre Brasil e Paraguai, deu início a uma cobrança mais alta na droga trazida para a organização paulista. Por conta dessa cobrança, a execução de seu assassinato ocorreu em 15 de junho de 2016, em Pedro Juan Caballero, Paraguai, por um grupo de aproximadamente 100 mercenários formado por membros do PCC e criminosos paraguaios. Com esta ação, o PCC garantia um lucro maior em suas atividades, além de ilhar os grupos regionais e o CV, que se viram obrigados a negociar com a organização. Com o acirramento pelo controle das rotas, pessoas e mercado do narcotrático no Brasil, em setembro de 2016, o PCC circulou um "salve" (ordem de ação) declarando guerra ao CV e seus aliados. As justificativas para o salve foram as tentativas do PCC de negociar a paz com grupos locais e a recusa do CV em comunicar-se com a cúpula do grupo paulista.

## Rebeliões
Em 16 de outubro de 2016, durante uma rebelião na Penitenciária Agrícola de Monte Cristo, em Boa Vista, Roraima, membros do PCC assassinaram 10 membros da Família do Norte (FDN). Poucas horas depois, na Penitenciária Ênio dos Santos Pinheiro, em Porto Velho, Rondônia, oito membros do PCC foram asfixiados durante um incêndio causado por membros da FDN.
Em 1.º de janeiro de 2017, aproximadamente 56 membros do PCC e outros desafetos foram assassinados por integrantes da FDN em uma rebelião no Complexo Penitenciário Anísio Jobim, em Manaus, Amazonas. Após a rebelião, o governo estadual transferiu 284 membros do PCC para a Cadeia Pública Desembargador Raimundo Vidal Pessoa, no centro de Manaus, que estava desativada havia 3 meses. Em 8 de janeiro de 2017, os integrantes da organização provocaram uma rebelião nesta unidade, em que 4 detentos foram assassinados.
Em 6 de janeiro de 2017, membros do PCC executaram aproximadamente 33 integrantes da FDN na Penitenciária Agrícola de Monte Cristo, em Boa Vista, Roraima.
Em 14 de janeiro de 2017, 26 membros do SDC-RN, aliado do Comando Vermelho, foram executados por integrantes do PCC dentro da Penitenciária Estadual de Alcaçuz, em Natal, no Rio Grande do Norte.

### 16 de outubro de 2016: Boa Vista
Uma rebelião ocorrida em outubro de 2016 na Penitenciária Agrícola de Monte Cristo, em Boa Vista, Roraima, deixou 25 mortos e evidenciou a consolidação do PCC na região. Segundo a imprensa, o motim foi provocado pela rivalidade entre o PCC e a FDN, que controlava o presídio até então e é ligada ao CV. O PCC e o CV romperam um pacto que mantinham para a compra de drogas e armas em regiões de fronteira em meados de 2016. Segundo a socióloga Camila Nunes, que investiga as organizações criminosas, o fim da aliança pode ter ocorrido por disputa pelo controle de presídios. Segundo o promotor Lincoln Gakiya, o PCC não aceitou dividir com o CV o lucro do tráfico de drogas na fronteira com o Paraguai. Ela afirmou, em outubro de 2016, que o fim do pacto poderia gerar "instabilidade no sistema prisional do Brasil inteiro, principalmente no Norte e Região Nordeste, onde há um equilíbrio de poder entre os dois grupos dentro e fora das prisões".

### 1–2 de janeiro de 2017: Manaus
A rebelião no Complexo Penitenciário Anísio Jobim (Compaj) em Manaus teve início na tarde de 1° de janeiro de 2017, durante o horário de visita, e estendeu-se até a manhã do dia 2 de janeiro, durando aproximadamente 17 horas. Ao todo, 56 pessoas foram mortas, segundo autoridades do estado do Amazonas. Anteriormente, o secretário de Segurança Pública do estado, Sérgio Fontes, havia afirmado que 60 pessoas haviam morrido. Durante o motim, ao menos 12 agentes penitenciários – empregados da Umanizzare, empresa para a qual a administração do presídio foi privatizada pelo governo do Amazonas – e 74 presos foram feitos reféns. Seis presos foram decapitados e os corpos de alguns deles foram arremessados por cima dos muros do complexo prisional. O ex-PM Moacir Jorge Pessoa da Costa morreu carbonizado em sua cela. Já os agentes penitenciários foram libertados na manhã do dia seguinte sem ferimentos.
De acordo com Pedro Florêncio, da Secretaria Estadual de Administração Penitenciária (Seap), os detentos que se rebelaram tiveram ajuda de presos do regime semiaberto. Eles teriam feito um buraco no muro e, através dele, entregado as armas aos detentos. Foram apreendidas quatro pistolas, uma espingarda calibre 12 e várias armas improvisadas. A rebelião começou na tarde do dia 1°, quando os corpos de seis pessoas foram jogados para fora do presídio, sem as cabeças. A negociação com os presos começou às 20:30 (horário local) do dia 1° e foram feitas pelo presidente da Comissão de Direitos Humanos da OAB-AM, Epitácio Almeida, e pelo juiz da Vara de Execuções Penais, Luiz Carlos Valois, que escreveu em sua página no Facebook: "vi muitos corpos, parece que morreram entre 50 a 60 presos (pessoas), mas difícil afirmar, pois muitos estavam esquartejados". Às 20h50 do horário local, a SSP-AM confirmou que 12 agentes penitenciários estavam sendo mantidos como reféns. Os outros funcionários do local haviam conseguido escapar. Ao longo da noite, dezenas de pessoas foram para a porta do presídio aguardar informações de parentes presos; outras compareceram à sede do Instituto Médico Legal (IML) de Manaus, mas a entrada de parentes e de jornalistas no local foi proibida. Segundo Almeida, os presos liberaram os últimos sete reféns na manhã do dia 2 de janeiro. Eles entregaram as armas e se renderam às 8h40 do horário de Manaus.
Durante a rebelião, 112 detentos do Compaj teriam fugido do presídio. No mesmo dia, também teriam ocorrido revoltas em outras duas unidades prisionais de Manaus: no Instituto Penal Antônio Trindade (Ipat) e na Unidade Prisional do Puraquequara (UPP). As informações sobre revolta na UPP não foram confirmadas pelo governo do Amazonas, mas, segundo informações oficiais, 72 detentos do Ipat haviam fugido e quatro da UPP haviam morrido, somando 60 mortos no sistema prisional de Manaus num único dia. O governo do Amazonas não esclareceu o motivo das mortes na UPP, mas afirmou que "a unidade se encontra em situação estável". Quanto aos foragidos, o governo afirmou que 40 deles haviam sido capturados pela polícia até as 17h00 do dia 2 de janeiro.
Segundo Fontes, os presos assassinados eram membros do PCC e detentos condenados por estupro. "Tudo indica que foi o ataque de uma facção maior contra uma menor para eliminar a concorrência", afirmou. O secretário de Segurança Pública do Amazonas afirmou que as forças de segurança optaram por não entrar no Compaj por considerar que as consequências seriam imprevisíveis. Ao UOL, Fontes disse que a entrada da Polícia Militar no Compaj poderia ter causado um massacre como o ocorrido em 1992 no Carandiru, em São Paulo. Ele considerou a situação "sob controle", embora disse temer a retaliação do PCC.

#### Reação
Para evitar mais violência dentro dos presídios, o governo amazonense transferiu cerca de 130 detentos ligados ao PCC para a Cadeia Pública Desembargador Raimundo Vidal Pessoa, no centro de Manaus. A prisão, inaugurada em 1907, estava desativada desde outubro de 2016, mas foi reativada para, segundo o governo, "abrigar presos de uma facção criminosa que estão recebendo ameaças de morte". Além disso, membros do PCC teriam sido isolados dos demais detentos nos 11 presídios do Amazonas. Para a ONG Human Rights Watch, o episódio demonstra que o Amazonas não detém o controle sobre seu sistema prisional. O presidente nacional da Ordem dos Advogados do Brasil, Cláudio Lamachia, chamou o ocorrido de "selvageria que parece não encontrar limites". Em nota, o Ministério da Justiça informou que o ministro Alexandre de Moraes manteve contato com o governador do Amazonas, José Melo de Oliveira, e colocou-se à disposição para ajudar. O governador disse ao ministro, segundo a nota, que vai usar os 44,7 milhões de reais que recebeu de repasse do Fundo Penitenciário Nacional (Funpen) em 29 de dezembro de 2016 para reparar os estragos no Compaj.
Em 4 de janeiro de 2017, o Papa Francisco pronunciou-se sobre o ocorrido em Manaus: "Recebi ontem, do Brasil, a notícia dramática do massacre na prisão em Manaus, onde um choque violento entre quadrilhas rivais causou dezenas de mortos. Expresso minha dor e preocupação pelo que aconteceu. Convido a todos a rezarem por aqueles que morreram, pelas suas famílias, por todos os prisioneiros daquela prisão e por quem trabalha lá. Renovo o apelo para que as instituições penitenciárias sejam locais de reeducação e de reinserção social. E que as condições de vida dos detentos sejam dignas de seres humanos".
Além disso, o Ministério da Justiça anunciou a liberação de 1,8 bilhão de reais para o sistema penitenciário ainda neste semestre. Ao falar sobre o assunto, o presidente da República, Michel Temer, disse que 800 milhões de reais, provenientes do Funpen serão utilizados para a construção de ao menos um presídio em cada estado do país. Para o presidente, a construção dos novos presídios possibilitará separar os presos em função do delito cometido, da idade e do gênero, conforme previsto na Constituição. Temer disse ainda que 150 milhões de reais serão usados para a instalação de bloqueadores de telefones celulares em ao menos 30% dos presídios de cada estado, e mais 200 milhões de reais serão destinados à construção de cinco penitenciárias federais para presos de alta periculosidade. As declarações foram dadas em 5 de janeiro, durante a abertura da reunião do presidente com o núcleo institucional do governo, no Palácio do Planalto, para debater questões de segurança e de defesa. Esta foi a primeira vez que ele se manifestou sobre a rebelião. Para Temer, não houve "responsabilidade objetiva, clara e definida dos agentes estatais", uma vez que o Compaj era privatizado.
Temer classificou o episódio como um "acidente pavoroso". Para investigadores, no entanto, não se tratou de uma casualidade. Os principais líderes da FDN, que atua no tráfico de drogas, haviam sido presos em novembro de 2015 e transferidos para presídios controlados pelo governo federal. Nessa época, segundo a Polícia Federal, já existiam "planos para o assassinato de todos os membros [do PCC] que se encontram presos em Manaus (pelo menos 3 das principais lideranças do PCC foram brutalmente assassinadas nos últimos meses pela FDN dentro do sistema)". Além disso, uma inspeção feita por integrantes do Conselho Nacional de Justiça (CNJ) ao Compaj em outubro de 2016 avaliou a penitenciária como péssima. Além da superlotação, o CNJ constatou que a unidade não possuía detector de metais e equipamentos para bloqueio de sinal de celulares e que presos provisórios dividiam celas com condenados.

### 6 de janeiro de 2017: Boa Vista
Durante a primeira semana de 2017, passou a circular em grupos de WhatsApp uma suposta carta do Comando Regional Norte do PCC jurando vingança à FDN pela chacina no Compaj. Segundo a carta, a FDN seria "dizimada da face da Terra", pois teria quebrado a ética do crime ao promover o massacre de Manaus. A meta de ambas as organizações, segundo a carta, era "lutar contra o Estado e não contra nossos irmãos mesmo que de outras organizações fossem".
Na madrugada do dia 6 de janeiro de 2017, ao menos 33 detentos da Penitenciária Agrícola de Monte Cristo, em Boa Vista, Roraima, foram mortos. Um representante do governo de Roraima afirmou à agência de notícias AFP que não houve uma rebelião e que o massacre foi o resultado de uma ação rápida de um grupo de detentos. A ação durou menos de uma hora e a maioria das vítimas foi morta com facas, disse o representante do governo local. Armas de fogo não teriam sido encontradas no presídio. Policiais do Batalhão de Operações Especiais (Bope) da Polícia Militar de Roraima entraram no presídio no começo da manhã, e logo a situação já se encontrava sob controle, segundo informações do governo de Roraima, que não forneceu muitos detalhes sobre o ocorrido.
Segundo o jornal Folha de S.Paulo, os mortos em Roraima eram ligados à FDN e a nova chacina seria uma retaliação ao massacre ocorrido no presídio de Manaus no dia 1.°. A Secretaria de Justiça e Cidadania de Roraima descartou a possibilidade das mortes estarem associadas à guerra entre as organizações criminosas. Em declarações ao Estado de S. Paulo, o secretário de Justiça e Cidadania de Roraima, Uziel de Castro Júnior, atribuiu o ocorrido a um "acerto de contas interno" do PCC e afirmou que a "maioria dos mortos estava sem a cabeça e esquartejada". "Alguns dos corpos estavam sem o coração", acrescentou. Segundo ele, na penitenciária estariam apenas presos integrantes do PCC e os que dizem não pertencer a nenhuma facção, enquanto que os membros do CV e da FDN estariam na Cadeia Pública de Boas Vista. "É improcedente a informação de que o que aconteceu seja uma vingança às mortes em Manaus", afirmou.

### 14 de janeiro de 2017: Rio Grande do Norte
No dia 14 de janeiro de 2017, 26 presos foram assassinados na Penitenciária Estadual de Alcaçuz, em Nísia Floresta, no Rio Grande do Norte. De acordo com o governo do RN, a rebelião teve início por volta das 17h (18h no horário de Brasília), quando presos do pavilhão 5, chamado de Presídio Rogério Madruga Coutinho, invadiram o pavilhão 4 para matar rivais. A rebelião não atingiu os pavilhões 1, 2 e 3.
Os líderes da rebelião pertencem ao PCC e foram transferidos para outras unidades prisionais do estado. O governador do estado, Robinson Faria informou que vai pedir ao governo federal o reforço do efetivo da Força Nacional de Segurança "para o enfrentamento à crise instalada no sistema penitenciário". Ele pediu "uma audiência com o presidente Michel Temer para tratar sobre a situação". Em setembro, 116 homens da Força Nacional chegaram ao Rio Grande do Norte. No último dia 9, o Ministério da Justiça autorizou a prorrogação da permanência do efetivo no Estado por 60 dias. Junto com Porto Alegre e Aracaju, Natal integra a lista das três capitais escolhidas para o início do Plano Nacional de Segurança (PNS), elaborado pelo governo federal com auxílio dos Estados. Segundo o governo, os "problemas penitenciários" de Natal geraram um aumento no número de homicídios no segundo semestre do ano passado.

### 1.º de janeiro de 2018: Aparecida de Goiânia
Um rebelião prisional teve lugar na Colônia Agroindustrial, no Complexo Prisional de Aparecida de Goiânia, em 1 de janeiro de 2018. A rebelião veio em consequência à rixa entre grupos rivais e invasão de alas restritas a um dos lados. Em cerca de duas horas, o motim resultou em nove homicídios, corpos carbonizados, catorze presidiários feridos, 106 fugas, 29 recapturas no mesmo dia e 127 retornos voluntários à cadeia após o fim da rebelião.

## Outros acontecimentos

### Santa Catarina
A aliança entre as duas facções causou a entrada do Primeiro Grupo Catarinense (PGC) na disputa contra o PCC, rival da facção fluminense. Conflito que se intensificou também por Santa Catarina, com a tentativa de dominação de território em comunidades do estado por parte do PCC contra os catarinenses. O principal motivo pelo domínio de Santa Catarina seria os portos do litoral, que facilitaria a exportação de drogas e armas para a Europa, África e Ásia.
Só em Florianópolis foram registrados 60 assassinatos em 2016 com ligação com o embate entre as duas facções. Lá o principal conflito ocorreu no bairro Monte Cristo, na parte continental da cidade. A guerra entre os traficantes das comunidades vizinhas da Chico Mendes (dominada pelo PGC) e Novo Horizonte (aliada ao PCC) se intensificou em 4 anos (a partir de 2013). O bairro é o mais violento da cidade, pelo grande número de integrantes das duas facções rivais, que tentam dominar a aérea.
Joinville foi a primeira cidade a entrar na guerra das duas facções. Sua localização é estratégica, pois é próxima a divisa com o Paraná, estado que tem as unidades prisionais dominada pelo mesmo grupo. A taxa de homicídios em Joinville já era maior que a de São Paulo e Rio de Janeiro no começo de 2017.